# 矢野玲子
矢野 玲子（やの りょうこ、1982年? - ）は、日本のヴァイオリン奏者。

## 経歴
4歳からヴァイオリンを始める。1997年、東京芸術大学音楽学部附属音楽高等学校に入学。2000年、東京芸術大学音楽学部入学。ティボール・ヴァルガ国際ヴァイオリン・コンクールに参加し、ガラコンサートでローラン・メットローのヴァイオリン協奏曲第3番を世界初演。2001年、フランス政府給費を取得し、パリ国立高等音楽院入学。これまでにヴァイオリンを福崎至佐子、田島まり子、田中千香士に、室内楽をミシェル・シュトラウス、ミカエル・エンツに師事。
現在、ヴァイオリンをジャン＝ジャック・カントロフ、ローラン・ドガ＝レイユ、マリー・ウルフ＝ベローに、室内楽をピエール＝ローラン・エマール、ダリア・オボラに師事。

## コンクール歴
- 全日本学生音楽コンクール小学生の部大阪大会で第1位。
- 1996年　第50回全日本学生音楽コンクール中学生の部東京大会第3位。
- 1997年　江藤俊哉ヴァイオリンコンクール・ジュニア部門で第1位（最年少）。
- 2000年
  - 宝塚ベガ音楽コンクール弦楽器部門第2位。
  - 第34回ティボール・ヴァルガ国際ヴァイオリン・コンクールで第1位、新曲特別賞。
- 2001年　エリザベート王妃国際音楽コンクール・セミファイナリスト。
- 2002年
  - ヨゼフ・シゲティ・ヴァイオリン・コンクール・ファイナリスト。
  - ロン＝ティボー国際コンクール・セミファイナリスト。
- 2003年
  - マルクノイキルヘン国際器楽コンクール・ヴァイオリン部門でGoets賞、Satz賞。
  - 第6回フォーバルスカラシップ・ストラディヴァリウス・コンクールで第3位。
- 2004年
  - 仙台国際音楽コンクールで聴衆賞。
  - ヤング・アーティスツ・オーディション・バリで第1位。
  - ジュネーヴ国際音楽コンクールで1位なしの第1位、聴衆賞。
- 2006年　ベオグラード国際青年音楽コンクールで第1位。